# Parnay, Maine-et-Loire

Parnay este o comună în departamentul Maine-et-Loire, Franța. În 2009 avea o populație de 477 de locuitori.